# Japanese healing music
『Japanese healing music』（ジャパニーズ・ヒーリング・ミュージック）は、Infinixの13作目のスタジオ・アルバム。 ドキュメンタリー番組などの音楽を制作するInfinixのインストゥルメンタル・アルバム。

## 解説
- 尺八や篠笛、能管、琴、三味線、和太鼓などの邦楽器が使われている和製ヒーリングアルバム[2][1][3]。
- 西洋音楽と東洋音楽、アナログサウンドとデジタルサウンドの融合をうたっている[1][4]。
- 「昭和天皇87年のご生涯」「NHKスペシャル・シリーズ同時３点ドキュメント」「TBSテレビ開局50周年記念企画・里見八犬伝」他、明治記念館などの伝統的施設の音楽を担当したInfinixの、古来日本をテーマにしたアルバム[3]。
- Infinixとして2014年にアメリカのドーモレコードと契約の話があったが、海外でのライブ活動が前提という話がネックとなり、その話は頓挫した。本作はその時に用意された音源[1][4]。
- パシフィックムーン・レコードの和太鼓ユニット"梵天"に提供した「MIROKU」の続編となる曲、Japanese healing genjimonogatari、Japanese healing honnoujiが収録されている[1]。
- 「朱の華」は、アルバム「リラクゼーションアジア～ふるさとの調べ」に収録されているヴォーカル曲[1][5][4]。
- 制作・発売はInfini Music、販売はスペースシャワーミュージック[1]。

## 収録曲
出典:
1. Japanese healing hoshi
2. Japanese healing jinsei
3. Japanese healing inochi
4. Japanese healing kirameki
5. Japanese healing kamakura
6. Japanese healing honoo
7. Japanese healing tabi
8. Japanese healing hikari
9. Japanese healing honnouji
10. Japanese healing kaze
11. Japanese healing edo
12. Japanese healing kokoro
13. Japanese healing yuugure
14. Japanese healing tsuki
15. Japanese healing oni
16. Japanese healing katana
17. Japanese healing asia
18. Japanese healing ninjya
19. Japanese healing mizu
20. Japanese healing miyako
21. Japanese healing kiyomizu
22. Japanese healing inori B
23. Japanese healing inori A
24. Japanese healing ikusa
25. Japanese healing sora
26. Japanese healing genjimonogatari
27. Japanese healing samurai
28. 朱の華

## クレジット
出典:
- Produce, Arrangement, Perform：Infinix
- Music:M.Sakamoto
- Japanese Flute /Syakuhachi: M.Katouno
- Japanese Flute /Shinobue: R.Nakabayashi
- Vocal:Fumiko
- Taiko:Ken
- Engineer:T.Tanaka